# Nomada brewsterae
Nomada brewsterae är en biart som beskrevs av Broemeling 1989. Nomada brewsterae ingår i släktet gökbin, och familjen långtungebin. Inga underarter finns listade i Catalogue of Life.